# Adam Reuterskiöld
Adam Didrik Reuterskiöld (i riksdagen kallad Reuterskiöld i Ulvåsa), född den 8 juni 1819 i Fasterna församling, död den 12 februari 1880 i Stockholm, var en svensk kammarherre och riksdagsman. 

## Biografi
Adam Reuterskiöld föddes 1819 på Rånäs i Fasterna församling och tillhörde släkten Reuterskiöld. Han var son till Axel Didrik Reuterskiöld. Reuterskiöld blev 9 juni 1835 student vid Uppsala universitet och blev 9 februari 1837 fanjunkare vid livregementets dragonkår. Han avalde 10 juni 1837 kansliexamen och 1838 officersexamen. Reuterskiöld blev 21 juli 1838 underlöjtnant vid livregementets dragonkår och tog 13 april 1847 avsked från tjänsten. Han blev 1 december 1847 kammarherre hos drottningen och fick 13 juni 1873 utmärkelsen Kommendör av 1. klass av Vasaorden. Reuterskiöld avled 1880 i Stockholm. Adam Reuterskiöld är begraven på Solna kyrkogård.
Han var ledamot av första kammaren 1875–1880, invald för Östergötlands län.

### Egendom
Reuterskiöld ägde gårdarna Ulvåsa i Ekebyborna socken, Mörby i Ekebyborna socken, Vinberga i Varvs socken, Älmtomta i Asks socken och Sturehov i Botkyrka socken.

### Familj
Reuterskiöld gifte sig 18 november 1845 i Stockholm med grevinnan Charlotta Elisabet Posse (1826–1908), dotter av greve Arvid Mauritz Posse och friherrinnan Juliana Lovisa von Platen. De fick tillsammans barnen Adam Arvid Axel Reuterskiöld (1846–1856), Carl Baltzar Adam Reuterskiöld (1848–1852), Julia Elisabet Lovisa Reuterskiöld (1851–1918) som var gift med bruksägaren Wilhelm Tham, Hedvig Louise Charlotte Reuterskiöld (född 1854) som var gift med presidenten Nils von Steyern, Charlotte Emilie Augusta Reuterskiöld (1856–1928), landshövdingen Lennart Reuterskiöld (född 1859), häradshövdingen Axel Reuterskiöld (född 1863), disponenten Arvid Reuterskiöld (1866–1915) och Hedvig Reuterskiöld (född 1869) som var gift med kabinettskammarherren Johan Axel Nordenfalk.